# لوئیس ادج
لوئیس ادج (انگلیسی: Lewis Edge؛ زادهٔ ۱۲ ژانویهٔ ۱۹۸۷) بازیکن فوتبال اهل بریتانیا است.
از باشگاه‌هایی که در آن بازی کرده‌است می‌توان به باشگاه فوتبال فایلد، باشگاه فوتبال مورکم، باشگاه فوتبال بری، باشگاه فوتبال بلکپول، باشگاه فوتبال روچدیل، باشگاه فوتبال وورکساپ تاون، و باشگاه فوتبال نورتویچ ویکتوریا اشاره کرد.